# Robert Kemblinsky
Robert Kemblinsky, né à Nogent-le-Rotrou le 12 mai 1928 et mort à Grignan le 13 novembre 2019, est un clarinettiste et enseignant vaudois.

## Biographie
Robert Kemblinsky étudie tout d'abord la musique à Caen, avant de partir pour Paris en 1946. Il y obtient un premier prix au Conservatoire national supérieur de Musique en 1948 et côtoie notamment le bassoniste Fernand Oubradous.
Dès 1949, il est engagé à l'Orchestre de chambre de Lausanne en tant que clarinette solo pendant quarante ans. Il se produit également comme soliste et comme musicien de chambre. Professeur de clarinette au Conservatoire de Lausanne en parallèle, Robert Kemblinsky est même nommé doyen des classes de souffleurs dans les années 1980. Il enseigne son art à de nombreux musiciens professionnels du canton de Vaud, et compte parmi ses élèves Alexandre Rydin, Jean-François Vaney ou Frédéric Rapin. 
Robert Kemblinsky ne se produit plus en public depuis sa retraite en 1993.

## Sources
- « Robert Kemblinsky », sur la base de données des personnalités vaudoises sur la plateforme « Patrinum » de la Bibliothèque cantonale et universitaire de Lausanne.
- Jaccottet, Georges, Le Conservatoire de musique de Lausanne (1861-1986), Lausanne, Bibliothèque historique vaudoise, 1986
- Mathey, Paul, Musique de chambre, Lausanne, Gallo, 2002, Cote BCUL: DCR 6750.